# Leo Boivin
Leo Joseph Boivin (Prescott, 2 agosto 1932 – Brockville, 16 ottobre 2021) è stato un hockeista su ghiaccio e allenatore di hockey su ghiaccio canadese che giocava nel ruolo di difensore, noto per la sua lunga militanza con i Boston Bruins ed entrato a far parte della Hockey Hall of Fame nel 1986.

## Carriera
Boivin giocò a livello giovanile per due stagioni con i Port Arthur Bruins, squadra con cui prese parte a due edizioni della Memorial Cup. Nel 1951 fece il proprio esordio nel mondo professionistico entrando nell'organizzazione dei Toronto Maple Leafs, tuttavia nella prima stagione giocò solo due partite trascorrendo invece la stagione in American Hockey League con il farm team dei Pittsburgh Hornets, vincitori quell'anno della Calder Cup.
Nel novembre del 1954, poche settimane dopo l'inizio della stagione, Boivin venne ceduto ai Boston Bruins in cambio di Joe Klukay. Rimase a Boston per le successive dodici stagioni conquistandosi la reputazione di uno dei difensori più temuti della lega. Alla fine degli anni '50 i Bruins raggiunsero per due anni di fila la finale di Stanley Cup ma furono sconfitti entrambe le volte dai Montreal Canadiens, ma nonostante la mancanza di un titolo in bacheca Boivin durante la sua permanenza a Boston venne premiato con tre convocazioni per l'NHL All-Star Game, mentre nel 1963 divenne il nuovo capitano della franchigia.
A metà degli anni '60 la squadra di Boston, in fase di ricostruzione, concluse in fondo alla classifica per tre stagioni consecutive e al veterano Boivin nel 1966 venne data una nuova possibilità di ambire alla Stanley Cup grazie al trasferimento ai Detroit Red Wings di Gordie Howe, tuttavia anche i Red Wings vennero sconfitti in finale da Montréal. Rimasto senza contratto nel 1967 in occasione dell'NHL Expansion Draft Boivin fu scelto dai Pittsburgh Penguins, una delle sei nuove franchigie iscritte alla National Hockey League. Dopo un anno e mezzo si trasferì ai Minnesota North Stars, l'ultima squadra per cui giocò prima del ritiro giunto nel 1970 dopo diciannove stagioni.
Dopo il ritiro Boivin ebbe una breve esperienza da allenatore con gli Ottawa 67's nella Ontario Hockey League e con i St. Louis Blues come allenatore ad-interim in due diverse occasioni, tuttavia egli preferì concentrarsi sulla carriera da scout. Nel 1986 venne premiato con l'ingresso nella Hockey Hall of Fame.

## Palmarès

### Club
- Calder Cup: 1

Pittsburgh Hornets: 1951-1952

### Individuale
- Hockey Hall of Fame: 1

1986
- NHL All-Star Game: 3

1961, 1962, 1964